# Macellum

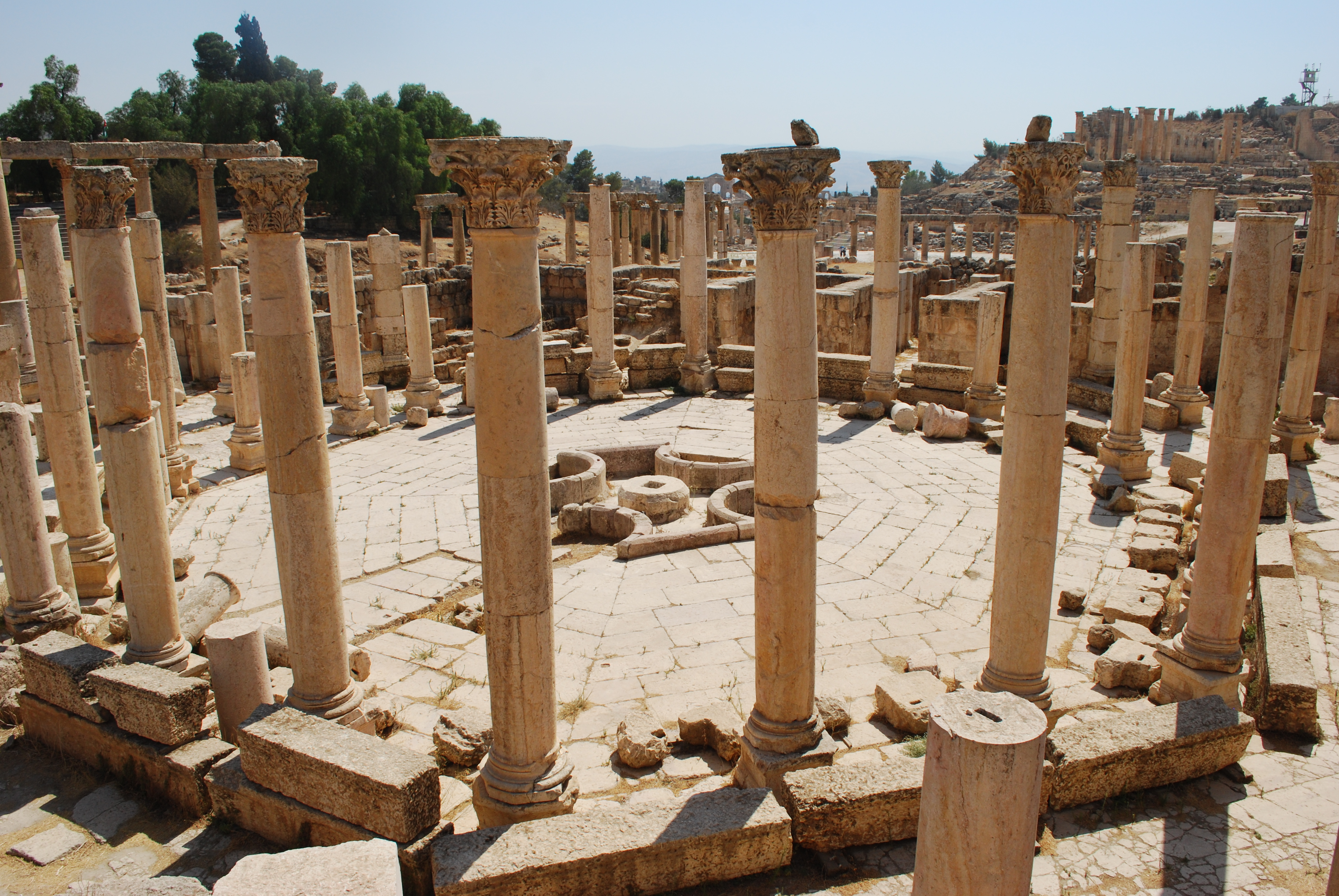
Centralny plac dużego macellum w prowincjonalnej Gerazie z widocznym basenem rybnym pośrodku

Macellum (od stgr. μάκελλον mákellon; lm macella) – w starożytności zamknięte targowisko miejskie, rodzaj hal targowych przeznaczonych głównie do sprzedaży artykułów żywnościowych, typowy dla kultury rzymskiej.
Nazwa ta była pochodzenia fenickiego i została przez Rzymian zapożyczona od Kartagińczyków w okresie ożywionych kontaktów handlowych jeszcze przed wybuchem pierwszej wojny punickiej.

## Cechy typowe

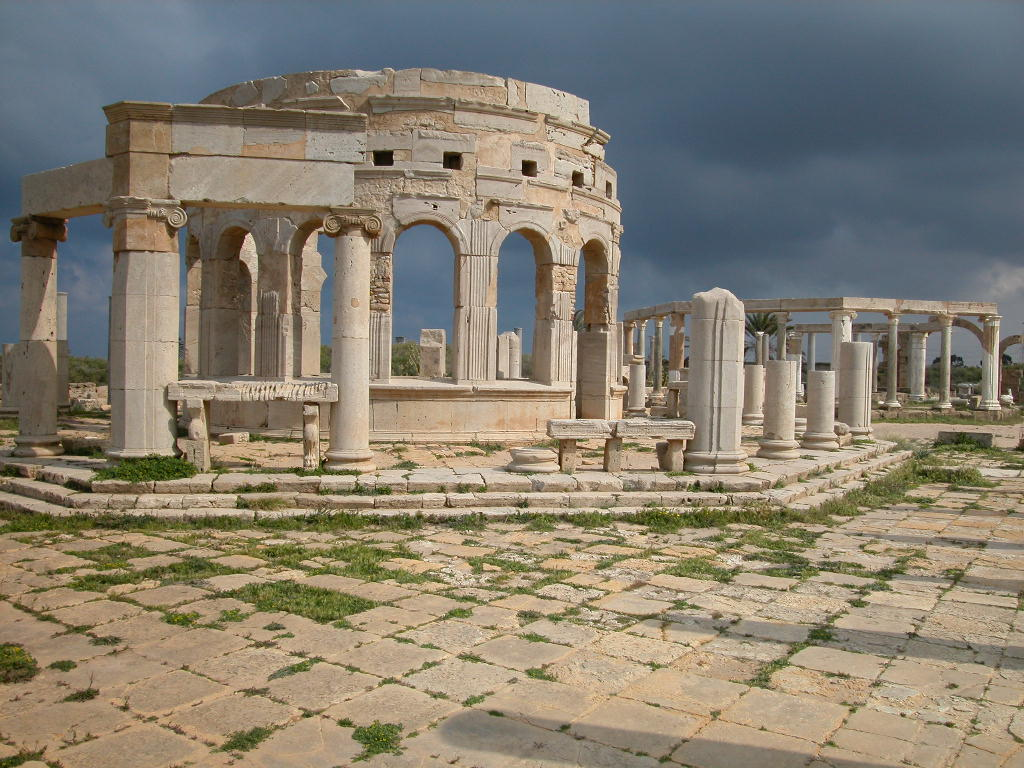
Hale targowe w afrykańskim Leptis Magna

W przeciwieństwie do otwartego placu targowego (forum) była to kryta hala targowa okolona portykami, na który otwierały się sklepy. Macella budowano na regularnym planie (np. prostokąta), z zewnętrznymi murami otoczonymi od wewnątrz portykami, pod którymi mieściły się sklepy (tabernae) oraz składy towarów. Pośrodku powstałego dziedzińca często lokowano wieloboczny pawilon dla handlu rybami, lub krągłe budowle handlowe (tolosy). Umieszczano tam również tzw. ponderarium, gdzie przechowywano niezbędne wzorce aktualnych miar i wag. W macellum handlowano przede wszystkim mięsem (jatki) i żywcem, rybami, warzywami, lecz także delikatesami, sprzedawano też wyroby rzemiosła i drobnego przemysłu. Niekiedy przygotowywano również na miejscu posiłki (w gospodzie zwanej thermopolium) i wynajmowano kucharzy na organizowane przyjęcia domowe. W niewielkim macellum małoazjatyckiego Aizanoi na wewnętrznych ścianach umieszczono nawet wykaz obowiązujących ówcześnie cen, datowany na 302 rok i najwidoczniej będący kopią edyktu o cenach maksymalnych wydanego przez cesarza Dioklecjana.                
Wcześniejsze podobne budowle z czasów hellenistycznych znane są z Magnezji, Priene i Miletu. Z czasów rzymskich wykopaliska odsłoniły macella w Puteoli, Pompejach (najlepiej zachowane), Ostii, w północnym prowincjonalnym Aquincum, w małoazjatyckich Perge, Efezie, Sagalassos, Kremnie, w afrykańskich Leptis Magna (dwa), Cuicul, Thamugadi, Thugga i Thuburbo Maius czy w bliskowschodniej Gerazie i innych.

## Rozwój struktury

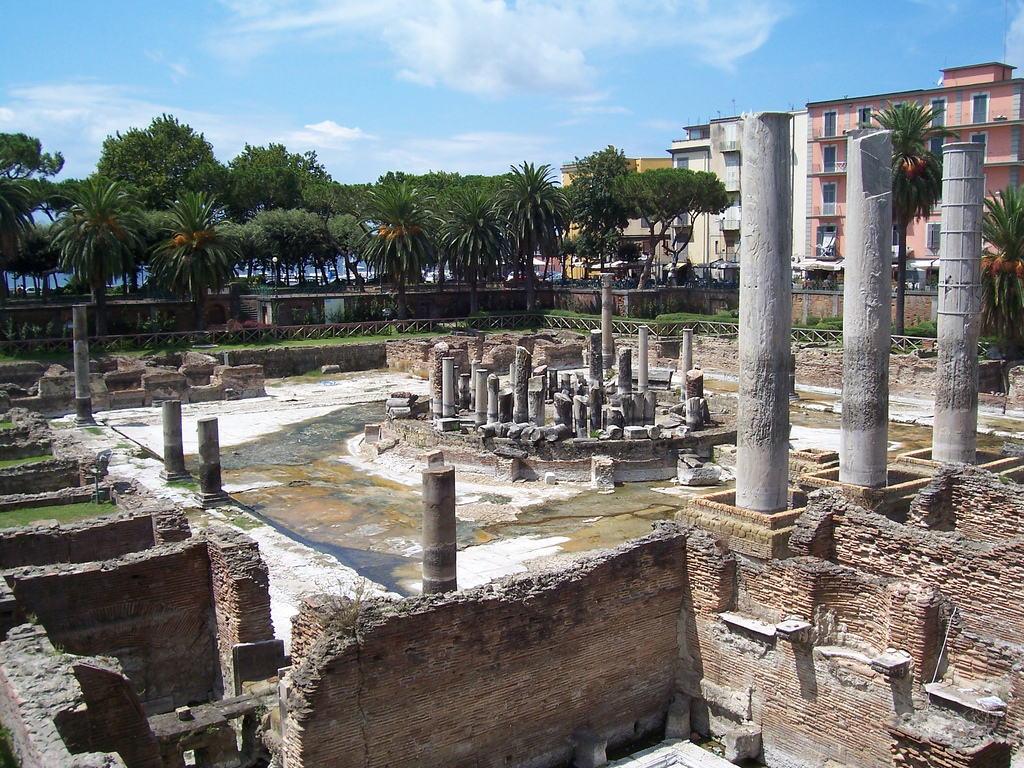
Macellum w italskim Puteoli

Pierwszorzędną cechą macellum było zaistnienie jako stałego targowiska aprowizacyjnego, co zdaniem historyków gospodarki antycznej stanowiło istotny postęp w porównaniu z wcześniejszymi jarmarkami (nundinae), urządzanymi co 9 dni (skąd ich nazwa). Mieszkańcom Rzymu za targowisko początkowo służył otoczony sklepami plac zwany forum, o regularnym planie przejętym z greckiej (jońskiej) agory, lecz w miarę przejmowania roli miejsca ogólnych zgromadzeń, odpowiednio malała jego rola handlowa. Zgodne to było z zawartymi w Polityce (VII 11,2) wskazaniami Arystotelesa o stworzeniu rynków oddzielnych dla zaopatrzenia i politykowania, co zakładało przemianę typowego rynku włościańskiego w publiczny plac miasta. Wraz ze stopniowym przemieszczaniem placów targowych w pobliże Tybru (targ warzywny, targ zwierzęcy – Forum Boarium), przemianie takiej podlegał też np. powstały samoistnie główny rynek Rzymu – Forum Romanum, na którym długo utrzymywano targ rybny, a dopiero w II wieku p.n.e. ostatecznie zlikwidowano kramy z żywnością. Podobnie stało się na forum pompejańskim, gdzie targowisko później usytuowano na jego przeciwległym końcu – dla wygody handlujących i dla uniknięcia nieuchronnego zanieczyszczania placu odpadkami.  

## Macella Rzymu

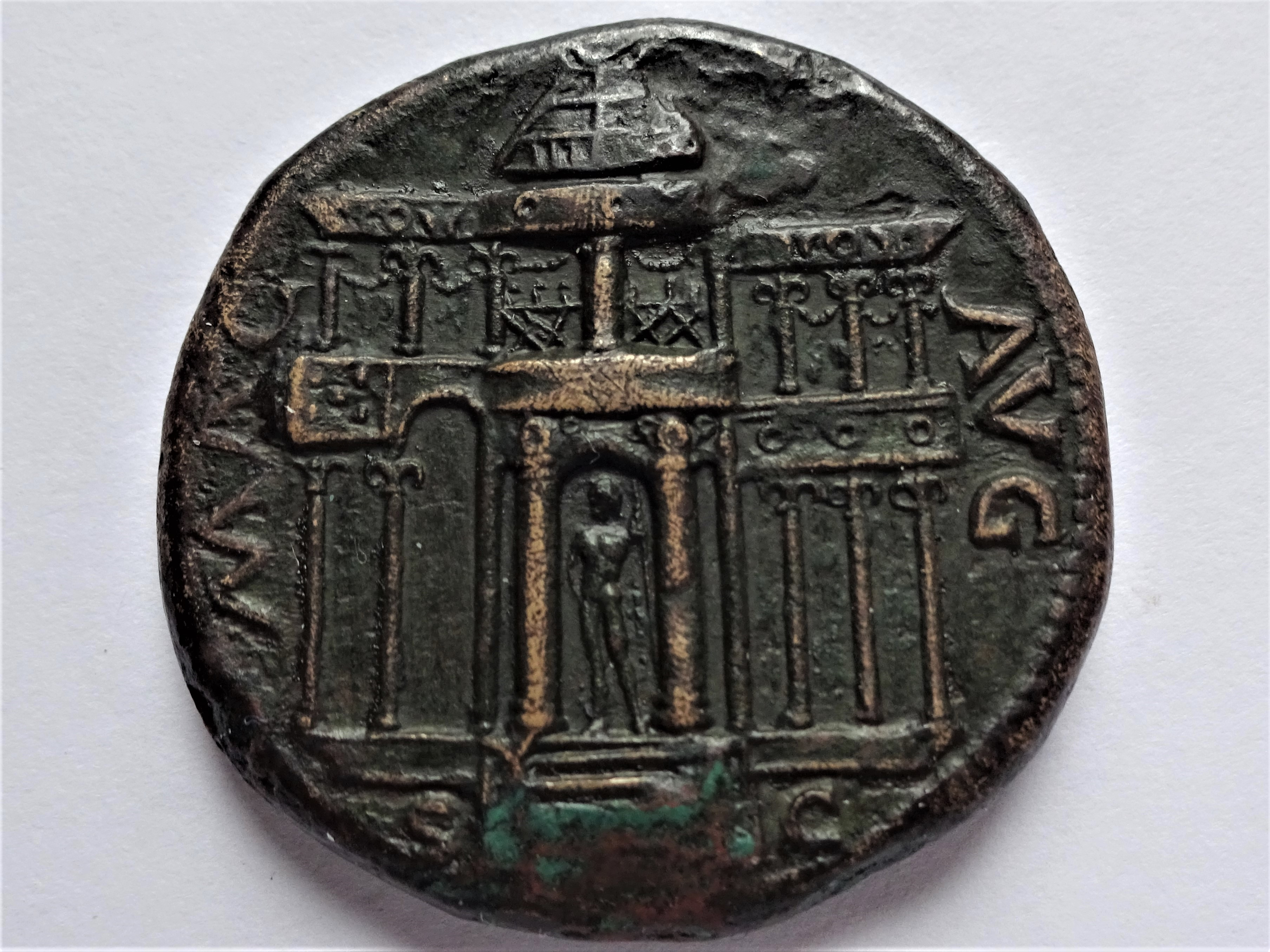
Sesterc Nerona z wyobrażeniem Macellum Magnum

Handel żywnością skupiał się z reguły w centrum miasta. W Rzymie mniejsze targowiska otwarte nadal nosiły nazwę forum, jak np. targ rybny, bydła, warzyw (forum piscatorium, forum boarium, forum olitorium). W samym Wiecznym Mieście powstawało kilka zamkniętych targowisk w przeznaczonych na to budowlach.  
Najstarsze z nich – Macellum Antiquum, spalone w 210 p.n.e., odbudowane zostało w 179 p.n.e. na wschód od Forum Romanum. Wskutek ubytku mieszkańców w reprezentacyjnym centrum Wiecznego Miasta, za panowania Augusta zastąpiono je wybudowanym w 7 p.n.e. na Eskwilinie (w sąsiedztwie ogrodów Mecenasa) Macellum Liviae. Kolejnym okazałym przybytkiem było wzniesione w 59 r. za Nerona Macellum Magnum na wzgórzu Celius, utrwalone na ówczesnych monetach jako kolista budowla na placu okolonym portykiem. 
Do najokazalszych należało późniejsze pięciopoziomowe macellum wybudowane na polecenie Trajana i usytuowane na północny zachód od jego forum, którego odsłanianie włoscy archeolodzy (Corrado Ricci) ostatecznie zakończyli w 1932 roku. Nacechowane odmiennym układem architektonicznym, wzniesione zostało na planie półkolistym, a budowlę tworzyły spiętrzone tarasowate kondygnacje z szeregami otwartych przybytków handlowych. Według ustaleń badaczy mieściła ona łącznie 150 sklepów z ich wyraźnie rozplanowanym podziałem. W części parterowej, o płytkich pomieszczeniach, handlowano zapewne owocami i kwiatami, na pierwszym piętrze z arkadową loggią, w długich, sklepionych salach składowano wino i oliwę, a na dwóch wyższych poziomach sprzedawano rzadsze artykuły importowane (tzw. pipera). Czwarte piętro zajmowały biura rozdawnictw cesarskich (stationes arcariorum) dla najuboższych, podczas gdy na najwyższym poziomie mieściły się baseny targu rybnego, zaopatrywane w wodę słodką z miejskich akweduktów albo morską, sprowadzaną z niedalekiej Ostii. Z budowli, która w planie urbanistycznym Apollodora z Damaszku miała stanowić zaplecze handlowe Forum Trajana, przetrwała targowa eksedra uważana za najlepiej zachowany obiekt architektury z czasów tego cesarza.

## Macella italskie – Pompeje

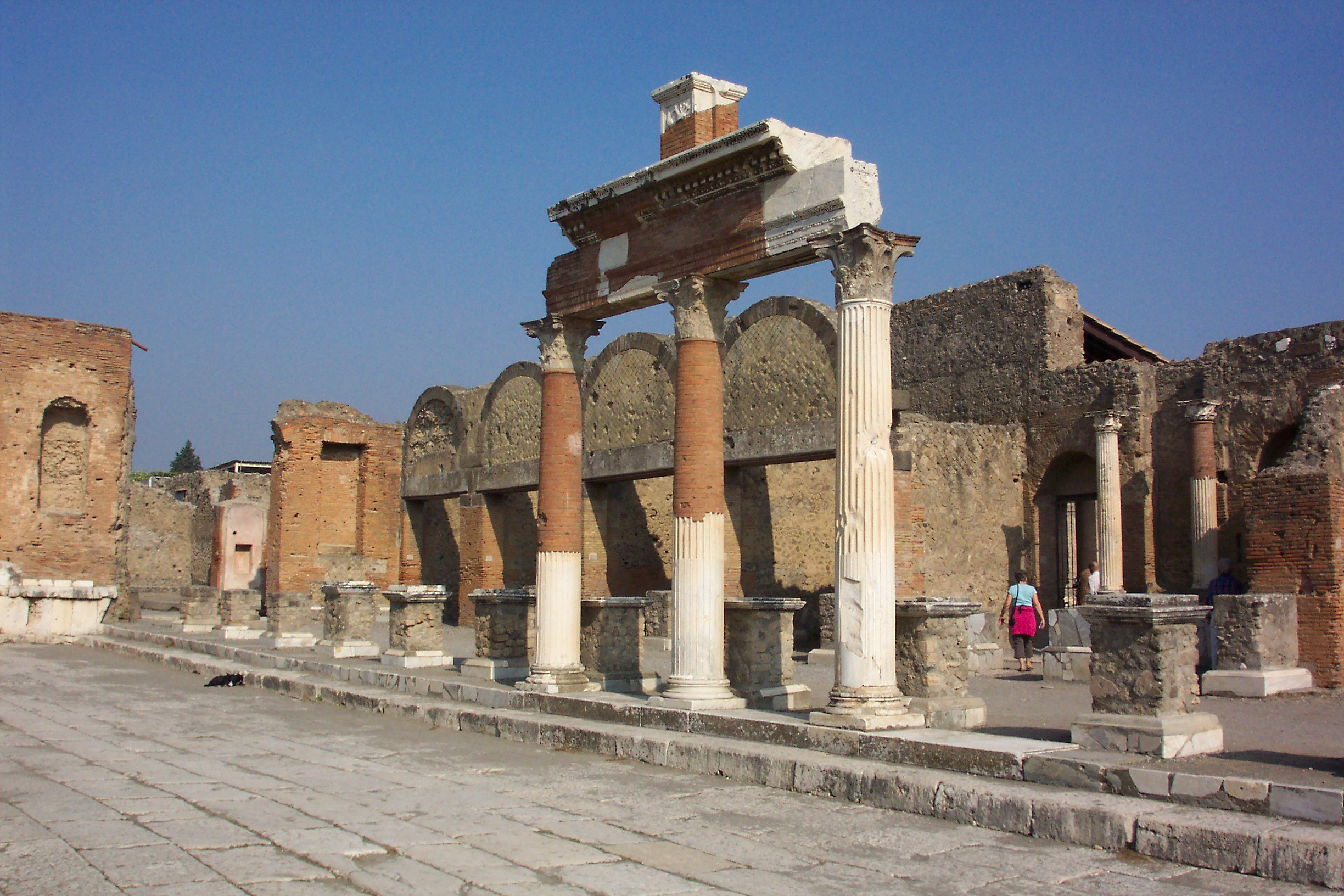
Fragment pompejańskiego macellum (wzdłuż kolumnady forum) z widocznymi wejściami do sklepów od ulicy

Przykład italskiego macellum prowincjonalnego stanowi dobrze zachowane targowisko w Pompejach odsłonięte spod lawy i popiołów po wielkiej erupcji wulkanicznej (79 n.e.). Pierwotnie handel ten umiejscowiony był na głównym forum miasta, które początkowy kształt nieregularny (jak w innych miastach samnickich) zamieniło najpóźniej w II wieku p.n.e. na typowy plac prostokątny, otoczony (podobnie jak rynki greckie) kolumnadą, za którą rozmieściły się sklepy i kramy. Jednak wzorem dla późniejszej budowli były rzymskie macella Liwii i Nerona. Na znacznej, odgraniczonej portykiem przestrzeni pomieszczono nie tylko sklepy i kramy z jarzynami i owocami, lecz także kantor wymiany pieniędzy, miejsca dla prowadzenia licytacji, kaplice bóstw opiekuńczych oraz siedzibę kolegium kapłanów kultu Augusta. Środek zajmowała nieduża, nakryta kopułowo, dwunastoboczna budowla kolumnowa (tolos) ze zbiornikiem wodnym i z kanalizacją odprowadzającą do ścieku miejskiego; było to miejsce najwidoczniej przeznaczone do handlu rybami i mięczakami, co potwierdziło znalezisko wagi do ich odważania.
Do pompejańskich hal prowadziły trzy wejścia; główne – od strony okazałej fasady południowej, z  marmurowym dwurzędowym portykiem zdobionym posągami, oraz dwa inne – od strony północnej i południowo-wschodniej, z niszą poświęconą geniuszowi tego miejsca. Natomiast pomieszczenia dwóch sal od północy poświęcone były kultowi cesarskiemu. Stanowiły rodzaj kaplicy z posągami panujących, gdzie w niszach umieszczono 4 statuy (z których przetrwały dwie).